# Чечельницький район
Чечельни́цький район — колишній район України на південному сході Вінницькій області. Утворено у 1923 році. Населення — 20 840 (01.01.2018).
До складу району входять смт Чечельник (районний центр) та 21 сільський населений пункт.

## Адміністративний устрій
Район адміністративно-територіальний поділяється на 1 селищну раду та на 15 сільських рад, які об'єднують 22 населених пунктів та підпорядковані Чечельницькій районній раді. Адміністративний центр — смт Чечельник.

## Економіка
Профілюючою галуззю району є сільське господарство. Площа сільськогосподарських угідь становить 50,7 тис. га, зокрема орних земель — 41,6 тис. га.
Створено 2 сільськогосподарських кооперативи, 2 приватні сільськогосподарські підприємства, 17 товариств з обмеженою відповідальністю та 24 фермерські господарства.
Промисловість району представлена 5 підприємствами, з них 3 належать до харчової галузі промисловості, 1 — до машинобудівної, 1 — до хімічної. Провідними підприємствами району є «Чечельницький молочний завод», ТОВ ВНФ «Полімергаз», Чечельницький держлісгосп. На території району зареєстровано і діють 112 малих підприємств та близько 800 підприємців-фізичних осіб.
Створено та функціонують 14 споживчих товариств нового типу, а також 40 підприємств громадського харчування.
У районі йде до завершення будівництво Чечельницького районного центру зайнятості, продовжується будівництво очисних споруд, радіотелевежі.

## Транспортна інфраструктура
Територію району пролягають такі автошляхи: Р33 та Р54.
У районі немає жодної залізничної станції, лише три зупинних пункти: Дохно, Каташин та Куренівка.

## Інфраструктура
Медичне обслуговування населення здійснюють Чечельницька районна лікарня, 5 амбулаторій, 11 фельдшерсько-акушерських пунктів.
На території району діють 18 загальноосвітніх шкіл, у яких навчається 3348 учнів, та Ольгопільське ПТНЗ-35, де навчається 317 студентів.
Мережа закладів культури в районі нараховує 43 установи, зокрема 6 сільських клубів, районний та 12 сільських Будинків культури, 22 бібліотеки.
При закладах культури працює 105 гуртків художньої самодіяльності та об'єднань. 5 колективів носять звання «Народний самодіяльний колектив».
Функціонує Чечельницька дитяча музична школа.

## Пам'ятки

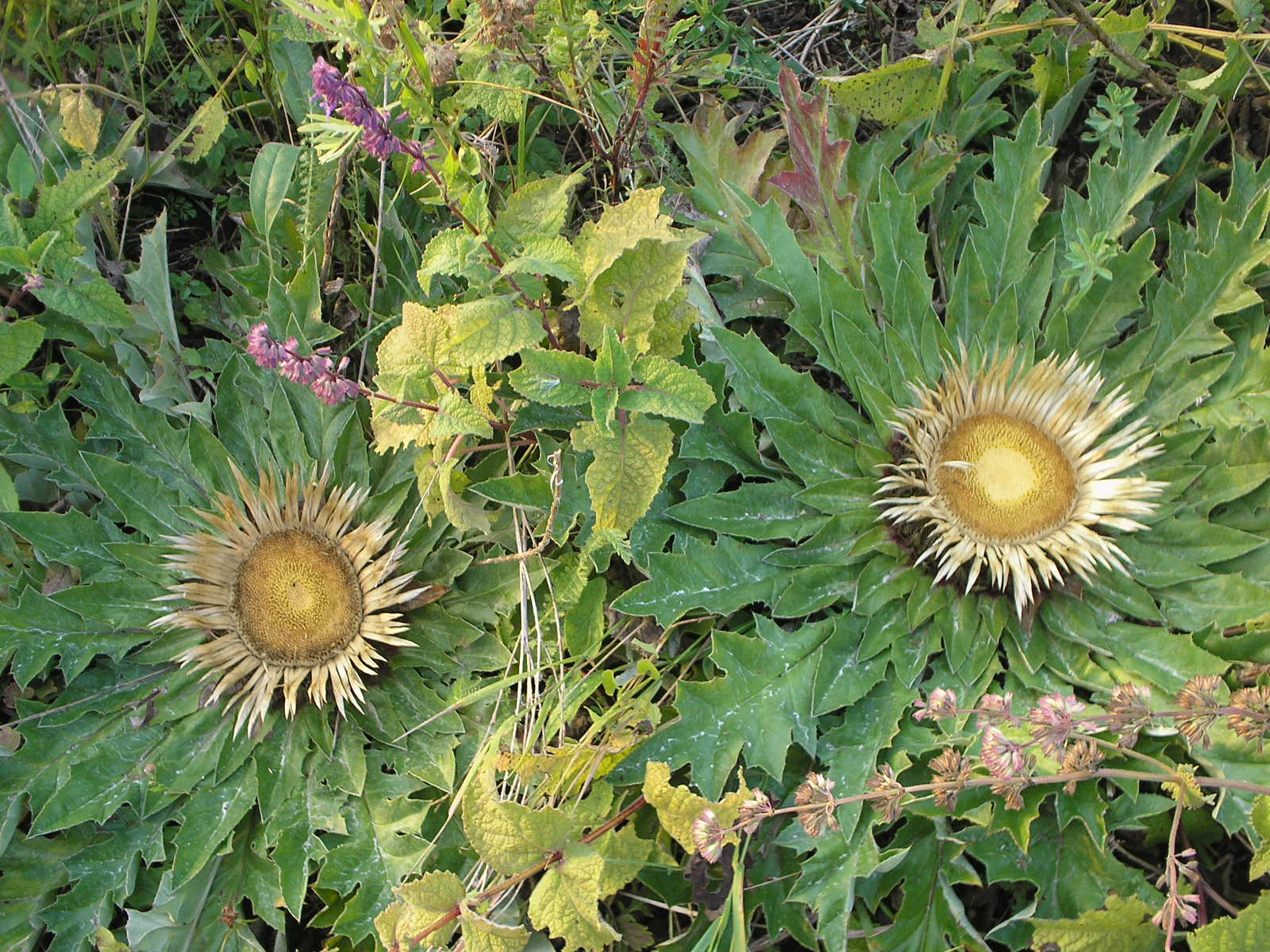
НПП "Кармелюкове Поділля"

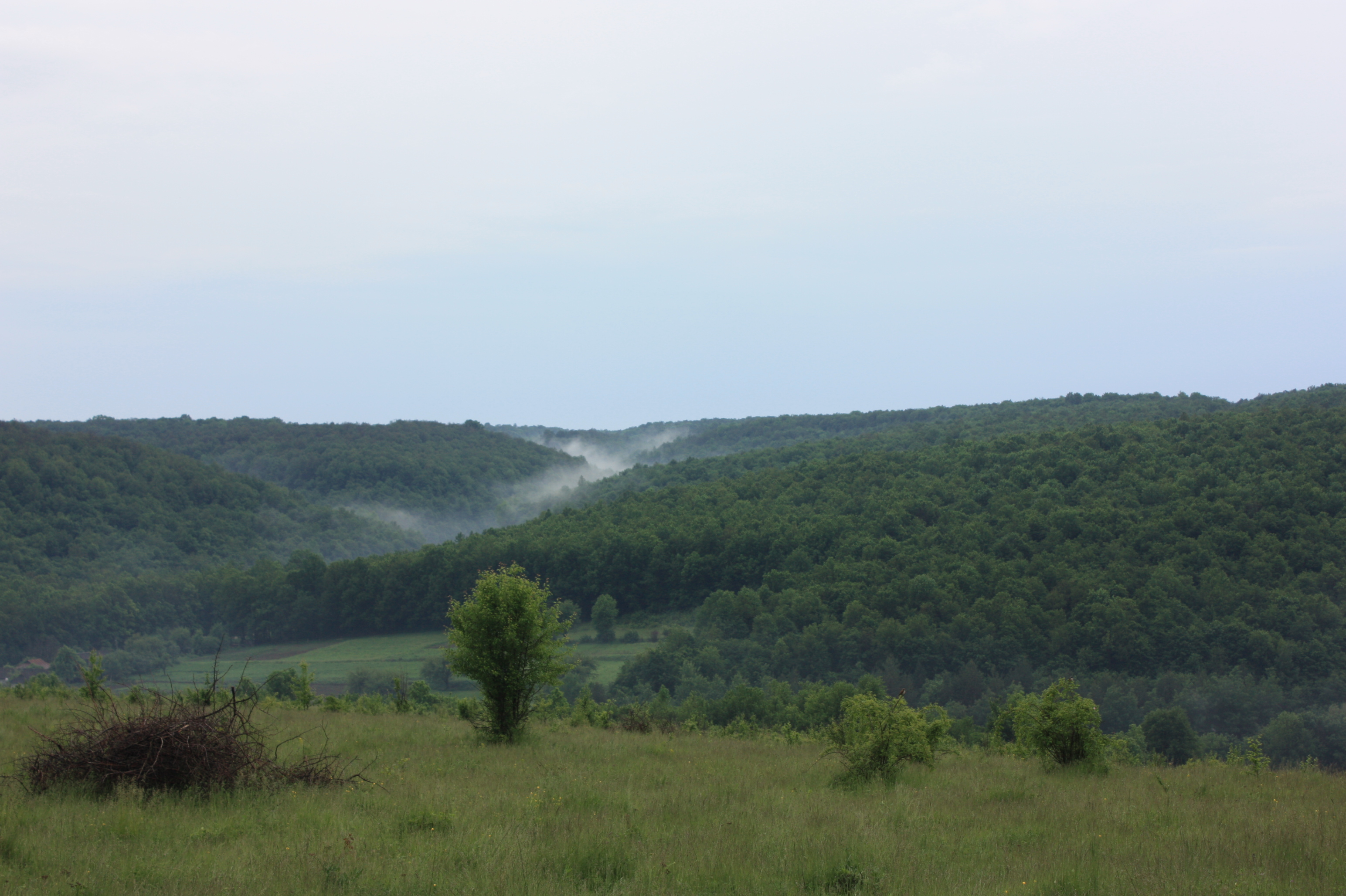
НПП "Кармелюкове Поділля"

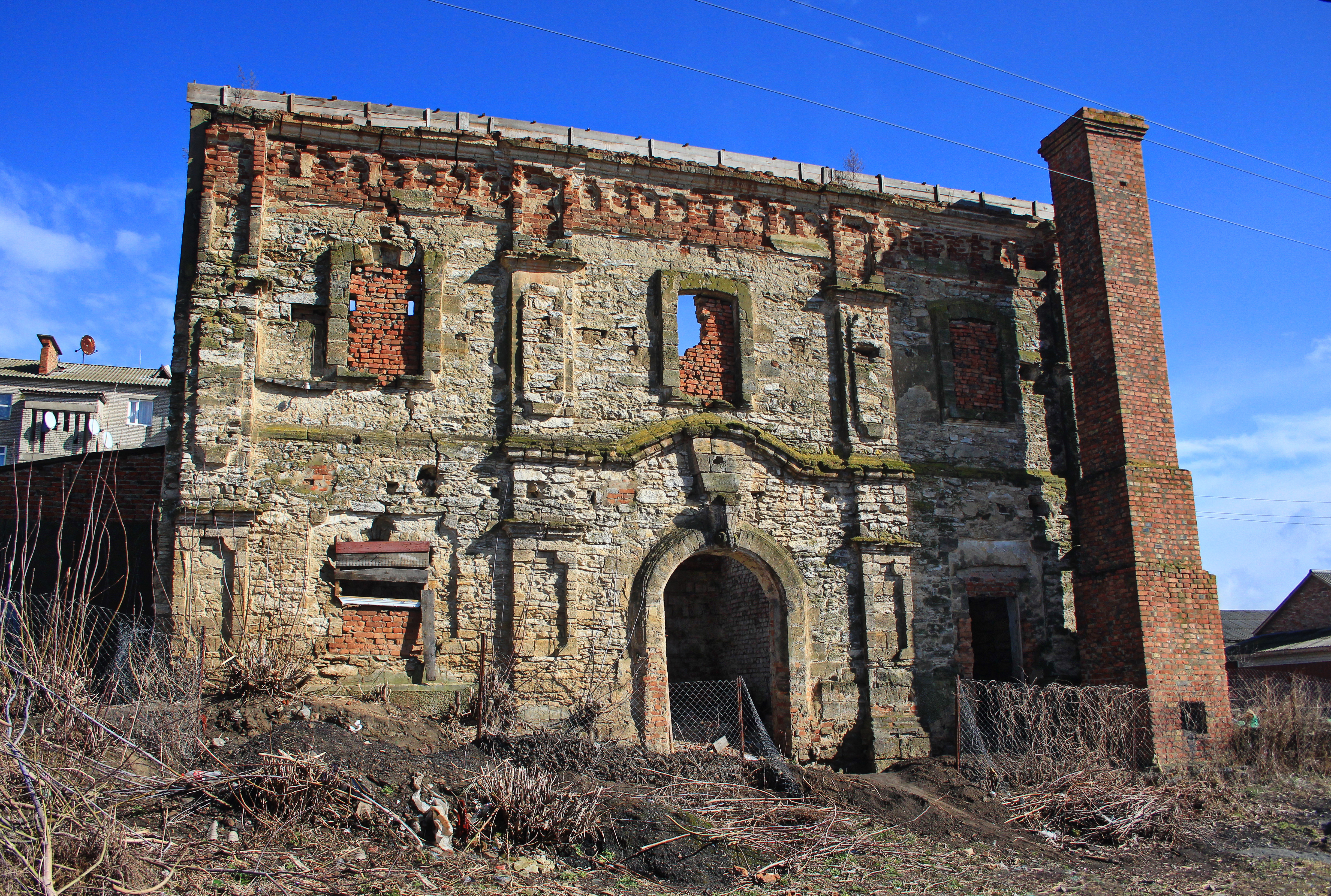
Синагога (Чечельник)

### Історичні пам'ятки
У районі нараховується 38 пам'яток історії та архітектури. Серед них — 5 пам'яток археології: садиба Орлових (будинок, іподром, парк), споруджена в XIX ст., костел Святого Йосипа Обручника (XVIII ст.), цукрозавод (XIX ст.).
Шість культових споруд XVIII–XIX є пам'ятками архітектури: церкви Різдва Богородиці (с. Бритавка), Св. Миколая (с. Вербка), Різдва Богородиці (с. Вербка), Покрови (с. Каташин), Свято-Покровська (с. Куренівка) та костел Святого Йосипа Обручника (смт Чечельник).

### Природні пам'ятки
У районі є ботанічний заказник державного значення «Бритавський», державний ботанічний заказник місцевого значення «Вербська Дача», заповідне урочище «Ромашково». Ці заказники є центром Південно-Подільського заповідника.

### Археологічні пам'ятки
У Чечельницькому районі Вінницької області під обліком перебуває 14 пам'яток археології.

## Політика
25 травня 2014 року відбулися Президентські вибори України. У межах Чечельницького району були створені 24 виборчі дільниці. Явка на виборах складала — 65,03% (проголосували 11 524 із 17 722 виборців). Найбільшу кількість голосів отримав Петро Порошенко — 69,76% (8 039 виборців); Юлія Тимошенко — 14,11% (1 626 виборців), Олег Ляшко — 6,31% (727 виборців), Анатолій Гриценко — 2,47% (285 виборців). Решта кандидатів набрали меншу кількість голосів. Кількість недійсних або зіпсованих бюлетенів — 0,73%.

## Історія
30 грудня 1959 Волівська сільська рада Чечельницького району Вінницької області перейшла до складу Балтського району Одеської області.